# El Pino (parroquia)
El Pino (también llamada San Vicente do Pino y llamada oficialmente San Vicenzo do Pino) es una parroquia y un lugar español del municipio de El Pino, en la provincia de La Coruña, Galicia.

## Entidades de población
Entidades de población que forman parte de la parroquia:
- Tarroeira (A Tarroeira)
- Leborán Grande
- Pino (O Pino)
- Piñeiro
- Bermás (Bermás de Arriba)
- Leborán (Leborán Pequeno)
- Vento (O Vento)
- A Alta do Pino
- Bermás de Abaixo
- A Igrexa
- A Ponte Puñide

## Demografía

### Parroquia
| Gráfica de evolución demográfica de El Pino (parroquia) entre 2000 y 2019 |
|                                                                           |
| Datos según el nomenclátor publicado por el INE.                          |

### Lugar
| Gráfica de evolución demográfica de O Pino (lugar) entre 2000 y 2019 |
|                                                                      |
| Datos según el nomenclátor publicado por el INE.                     |